# Pleuronitis favareli
Pleuronitis favareli là một loài bọ cánh cứng trong họ Bọ hung (Scarabaeidae).